# Barzao
Barzao (ou Barzawo Hamadou) est une localité du Cameroun située dans l'arrondissement de Gazawa, le département du Diamaré et la région de l’Extrême-Nord. Elle fait partie du canton de Gazawa rural.

## Population
En 1975, la localité comptait 120 habitants, dont 107 Peuls et 13 Mofu.
Lors du recensement de 2005, on y a dénombré 163 personnes, dont 78 hommes et 85 femmes.